# Roanne
Roanne és un municipi francès, situat al departament del Loira i a la regió d'Alvèrnia-Roine-Alps. L'any 2013 tenia 35.507 habitants.